# Честе
Честе, Чест (ісп. Cheste (офіційна назва), валенс. Xest) — муніципалітет в Іспанії, у складі автономної спільноти Валенсія, у провінції Валенсія. Населення — 8367 осіб (2010).

## Географія
Муніципалітет розташований на відстані близько 280 км на схід від Мадрида, 26 км на захід від Валенсії.

## Демографія
Динаміка населення (INE ):

## Галерея зображень

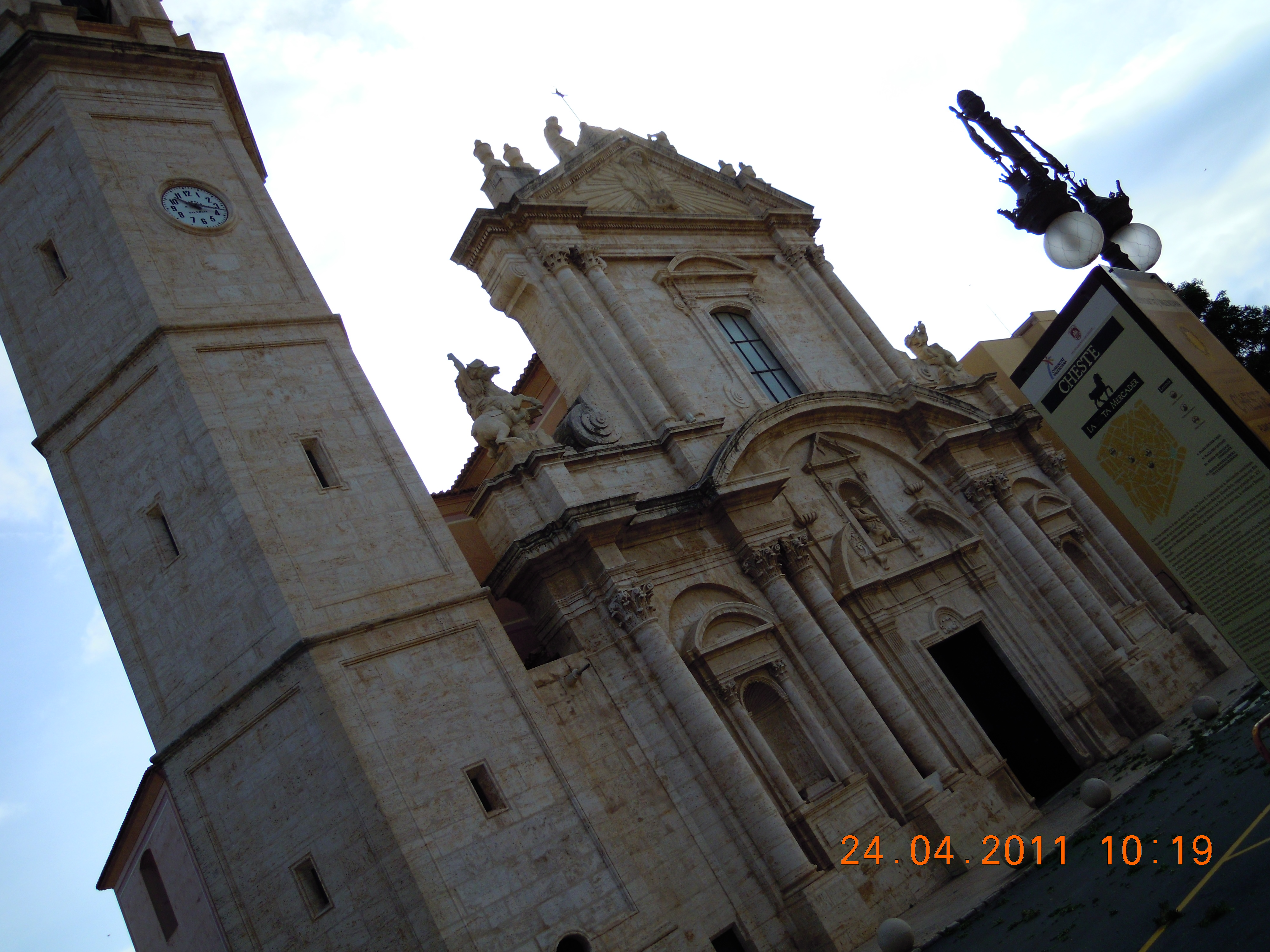
Церква Сан-Лукас-Еванхеліста